# Rimac Nevera
Rimac Nevera este o mașină sport complet electrică proiectată și comercializată de producătorul croat de automobile Rimac Automobili. Primul prototip de producție a fost lansat în august 2021. Producția a fost limitată la 150 de exemplare.
După ce a finalizat testele de impact pentru omologare, Rimac intenționează să livreze Nevera clienților la jumătatea anului 2022. Nevera este fabricat în aceeași fabrică și la aceeași rată (de aproximativ 1 pe săptămână) ca și Pininfarina Battista, care se bazează pe aceeași platformă.